# David Julius
David Julius (New York, 4 november 1955) is een Amerikaanse fysioloog die in 2021 samen met Ardem Patapoutian de Nobelprijs voor Fysiologie of Geneeskunde won voor hun onderzoek naar het waarnemen door het menselijk lichaam van kou, warmte en aanrakingen.
Julius is gekend om zijn werk in de moleculaire biologie. Hij is als hoogleraar verbonden aan de Universiteit van Californië. In 2010 kreeg hij de Shaw Prize in Biowetenschappen en geneeskunde en in 2020 een Breakthrough Prize in Life Sciences.

## Biografie
Julius werd geboren in een Russisch-joods gezin in Brighton Beach, Brooklyn, New York, waar hij naar de Abraham Lincoln High School ging. Hij behaalde in 1977 zijn bachelordiploma aan het Massachusetts Institute of Technology. Hij promoveerde in 1984 aan de Universiteit van Californië - Berkeley, onder gezamenlijk toezicht van Jeremy Thorner en Randy Schekman, waar hij KEX2 identificeerde als bepalend lid van een familie van furine-achtige proproteïne-convertases. In 1989 voltooide hij zijn postdoctorale opleiding bij Richard Axel aan de Columbia-universiteit, waar hij de serotonine 1c-receptor kloonde en karakteriseerde.
Gedurende zijn periode op Berkeley en Columbia raakte Julius geïnteresseerd in hoe psilocybine-paddenstoelen en lysergeenzuurdi-ethylamide werken, wat hem ertoe bracht breder te kijken naar hoe dingen uit de natuur op menselijke receptoren inwerken.

## Onderzoek
Hij begon zijn carrière in 1989 aan de Universiteit van Californië - San Francisco. In 1997 kloonde en karakteriseerde het laboratorium van Julius TRPV1, de receptor die capsaïcine detecteert, de chemische stof in chilipepers die ze "heet" maakt. Ook ontdekten ze dat TRPV1 schadelijke warmte detecteert (thermoceptie). TRPV1 maakt deel uit van een grote familie van structureel verwante TRP-kationkanalen (transient receptor potential). Dieren die TRPV1 missen (met behulp van genetische knockouts van het eiwit) verliezen de gevoeligheid voor schadelijke hitte en capsaïcine. Julius' ontdekking van deze temperatuurgevoelige receptormolecuul gaf nieuw inzicht in de wijze hoe het menselijk zenuwstelsel warmte, kou en pijn waarneemt.
Het lab van Julius heeft ook TRPM8 (CMR1) en TRPA1 gekloond en gekarakteriseerd, beide leden van de TRP-superfamilie. Ze toonden aan dat TRPM8 menthol en lagere temperaturen detecteert en TRPA1 detecteert mosterdolie (allylisothiocyanaat). Deze waarnemingen suggereerden dat TRP-kanalen een reeks temperaturen en chemicaliën detecteren. Het laboratorium van David Julius heeft ook bijdragen geleverd aan de studie van nociceptie door toxines te ontdekken die deze kanalen moduleren, door unieke aanpassingen van de kanalen in verschillende soorten te beschrijven en door de cryo-EM-structuren van talrijke kanalen op te lossen.
Van 2007-2020 was Julius de redacteur van het peer-reviewed tijdschrift de Annual Review of Physiology.
1901: Behring · 
1902: Ross · 
1903: Finsen · 
1904: Pavlov · 
1905: Koch · 
1906: Golgi, Ramón y Cajal · 
1907: Laveran · 
1908: Mechnikov, Ehrlich · 
1909: Kocher · 
1910: Kossel · 
1911: Gullstrand · 
1912: Carrel · 
1913: Richet ·
1914: Bárány · 
1919: Bordet · 
1920: Krogh · 
1922: Hill, Meyerhof · 
1923: Banting, Macleod · 
1924: Einthoven ·
1926: Fibiger · 
1927: Wagner-Jauregg · 
1928: Nicolle · 
1929: Eijkman, Hopkins · 
1930: Landsteiner · 
1931: Warburg · 
1932: Sherrington, Adrian · 
1933: Morgan · 
1934: Whipple, Minot, Murphy · 
1935: Spemann · 
1936: Dale, Loewi · 
1937: Szent-Györgyi · 
1938: Heymans · 
1939: Domagk · 
1943: Dam, Doisy · 
1944: Erlanger, Gasser · 
1945: Fleming, Chain, Florey · 
1946: Muller · 
1947: C. Cori, G. Cori, Houssay · 
1948: Müller · 
1949: Hess, Moniz · 
1950: Kendall, Reichstein, Hench · 
1951: Theiler · 
1952: Waksman · 
1953: Krebs,Lipmann ·
1954: Enders, Weller, Robbins · 
1955: Theorell · 
1956: Cournand, Forssmann, Richards · 
1957: Bovet · 
1958: Beadle, Tatum, Lederberg · 
1959: Ochoa, Kornberg · 
1960: Burnet, Medawar · 
1961: Békésy · 
1962: Crick, Watson, Wilkins · 
1963: Eccles, Hodgkin, Huxley · 
1964: Bloch, Lynen · 
1965: Jacob, Lwoff, Monod · 
1966: Rous, Huggins · 
1967: Granit, Hartline, Wald · 
1968: Holley, Khorana, Nirenberg · 
1969: Delbrück, Hershey, Luria · 
1970: Katz, Euler, Axelrod · 
1971: Sutherland · 
1972: Edelman, Porter · 
1973: Frisch, Lorenz, Tinbergen · 
1974: Claude, De Duve, Palade · 
1975: Baltimore, Dulbecco, Temin ·
1976: Blumberg, Gajdusek · 
1977: Guillemin, Schally, Yalow · 
1978: Arber, Nathans, Smith · 
1979: Cormack, Hounsfield · 
1980: Benacerraf, Dausset, Snell · 
1981: Sperry, Hubel, Wiesel · 
1982: Bergström, Samuelsson, Vane · 
1983: McClintock · 
1984: Jerne, Köhler, Milstein · 
1985: Brown, Goldstein · 
1986: Cohen, Levi-Montalcini · 
1987: Tonegawa · 
1988: Black, Elion, Hitchings · 
1989: Bishop, Varmus · 
1990: Murray, Thomas · 
1991: Neher, Sakmann · 
1992: Fischer, Krebs · 
1993: Roberts, Sharp · 
1994: Gilman, Rodbell · 
1995: Lewis, Nüsslein-Volhard, Wieschaus · 
1996: Doherty, Zinkernagel · 
1997: Prusiner · 
1998: Furchgott, Ignarro, Murad · 
1999: Blobel · 
2000: Carlsson, Greengard, Kandel ·
2001: Hartwell, Hunt, Nurse · 
2002: Brenner, Horvitz, Sulston · 
2003: Lauterbur, Mansfield · 
2004: Axel, Buck · 
2005: Marshall, Warren ·
2006: Fire, Mello ·
2007: Capecchi, Smithies, Evans ·
2008: Zur Hausen, Barré–Sinoussi, Montagnier ·
2009: Blackburn, Greider, Szostak ·
2010: Edwards ·
2011: Beutler, Hoffmann, Steinman ·
2012: Gurdon, Yamanaka ·
2013: Rothman, Schekman, Südhof ·
2014: O'Keefe, Moser, Moser ·
2015: Campbell, Omura, Tu ·
2016: Osumi ·
2017: Hall, Rosbash, Young ·
2018: Allison, Honjo ·
2019: Kaelin, Ratcliffe, Semenza ·
2020: Alter, Houghton, Rice ·
2021: Julius, Patapoutian ·
2022: Pääbo ·
2023: Karikó, Weissman ·
2024: Ambros, Ruvkun
- Biblioteca Nacional de España: XX5156473
- Gemeinsame Normdatei: 1242427899
- International Standard Name Identifier: 0000 0000 9829 8060
- Library of Congress Control Number: n2010182288
- ORCID: 0000-0002-6365-4867
- Virtual International Authority File: 145666479
- WorldCat: E39PBJr7RBFWDXPkt3CqjQ7JXd